# Юганнес Скагіус
Юганнес Скагіус (швед. Johannes Skagius, 10 лютого 1995) — шведський плавець. Учасник Чемпіонату світу з водних видів спорту 2017, де у своєму півфіналі на дистанції 50 метрів брасом посів 5-те місце і не потрапив до фіналу, а в попередньому запливі змішаної естафети 4x100 метрів комплексом його збірну дискваліфіковано.